# Collegio di South Dorset
South Dorset è un collegio elettorale inglese situato nel Dorset e rappresentato alla camera dei Comuni del parlamento del Regno Unito. Elegge un membro del parlamento con il sistema maggioritario a turno unico; l'attuale parlamentare è Lloyd Hatton del Partito Laburista, che rappresenta il collegio dal 2024.

## Estensione

South Dorset dal 2010 al 2024

- 1885–1918: i Municipal Borough di Dorchester e Weymouth and Melcombe Regis, e parti delle divisioni sessionali di Dorchester e Wareham.
- 1918–1950: i Municipal Borough di Wareham e Weymouth and Melcombe Regis, i distretti urbani di Portland e Swanage, il distretto rurale di Wareham and Purbeck, e la parte del distretto rurale di Weymouth che non era compresa nel collegio di West Dorset (cioè Bincombe, Broadwey, Chickerell, Fleet, Osmington, Owermoigne, Poxwell, Preston, Radipole, Upwey e Wyke Regis).
- 1950–1983: i Municipal Borough di Wareham e Weymouth and Melcombe Regis, i distretti urbani di Portland e  Swanage, il distretto rurale di Wareham and Purbeck, e nel distretto rurale di Dorchester le parrocchie civili di Bincombe, Chickerell, Fleet, Osmington, Owermoigne e Poxwell.
- 1983–1997: il Borough di Weymouth and Portland, i ward del distretto di Purbeck di Bere Regis, Castle, Langton, St Martin, Swanage North, Swanage South, Wareham, West Purbeck, Winfrith e Wool, e il ward del distretto di West Dorset di Owermoigne.
- 1997–2010: il Borough di Weymouth and Portland, i ward del distretto di Purbeck di Castle, Langton, Swanage North, Swanage South, West Purbeck, Winfrith e Wool e il ward del distretto di West Dorset di Owermoigne.
- 2010–2024: il Borough di Weymouth and Portland, i ward del distretto di Purbeck di Castle, Creech Barrow, Langton, Swanage North, Swanage South, West Purbeck, Winfrith e Wool e il ward del distretto di West Dorset di Owermoigne.
- dal 2024: i ward del Dorset di Chickerell, Crossways, Littlemoor and Preston, Melcombe Regis, Portland, Radipole, Rodwell and Wyke, South East Purbeck, Swanage, Upwey and Broadwey e Westham, oltre ai distretti elettorali WPU1 e da WPU4 a WPU13 nel ward di West Purbeck.[1]

## Membri del parlamento
| Elezione | Elezione              | Deputato              | Partito      |
| -------- | --------------------- | --------------------- | ------------ |
|          | 1885                  | Henry Parkman Sturgis | Liberale     |
|          | 1886                  | Charles J. T. Hambro  | Conservatore |
| 1891 (S) | William Ernest Brymer |                       | Conservatore |
|          | 1906                  | Thomas Scarisbrick    | Liberale     |
|          | Gen 1910              | Angus Hambro          | Conservatore |
| 1922     | Robert Yerburgh       |                       | Conservatore |
| 1929     | Robert Gascoyne-Cecil |                       | Conservatore |
| 1941 (S) | Victor Montagu        |                       | Conservatore |
|          | 1962 (S)              | Guy Barnett           | Laburista    |
|          | 1964                  | Evelyn King           | Conservatore |
| 1979     | Robert Gascoyne-Cecil |                       | Conservatore |
| 1987     | Ian Bruce             |                       | Conservatore |
|          | 2001                  | Jim Knight            | Laburista    |
|          | 2010                  | Richard Drax          | Conservatore |
|          | 2024                  | Lloyd Hatton          | Laburista    |

## Elezioni

### Elezioni negli anni 2020
| Partito                    | Partito                                           | Candidato                  | Risultati 4 luglio 2024 | Risultati 4 luglio 2024 |
| Partito                    | Partito                                           | Candidato                  | Voti                    | %                       |
| -------------------------- | ------------------------------------------------- | -------------------------- | ----------------------- | ----------------------- |
|                            | Laburista                                         | Lloyd Hatton               | 15 659                  | 31,93                   |
|                            | Conservatore                                      | Richard Drax               | 14 611                  | 29,80                   |
|                            | Reform UK                                         | Morgan Young               | 8 168                   | 16,66                   |
|                            | Lib Dem                                           | Matt Bell                  | 8 017                   | 16,35                   |
|                            | Verdi                                             | Catherine Bennett          | 2 153                   | 4,39                    |
|                            | Indipendente                                      | Joy Wilson                 | 192                     | 0,39                    |
|                            | Indipendente                                      | Giovanna Lewis             | 185                     | 0,38                    |
|                            | Indipendente                                      | Rosie Morrell              | 52                      | 0,11                    |
|                            |                                                   |                            |                         |                         |
| Iscritti                   | Iscritti                                          | Iscritti                   | 75 924                  | 100,00                  |
| ↳ Votanti (% su iscritti)  | ↳ Votanti (% su iscritti)                         | ↳ Votanti (% su iscritti)  | 49 037                  | 64,59                   |
| ↳ Astenuti (% su iscritti) | ↳ Astenuti (% su iscritti)                        | ↳ Astenuti (% su iscritti) | 26 887                  | 35,41                   |
|                            |                                                   |                            |                         |                         |
|                            | Esito: collegio passa da Conservatore a Laburista |                            |                         |                         |

### Elezioni negli anni 2010
| Partito                    | Partito                                   | Candidato                  | Risultati 12 dicembre 2019 | Risultati 12 dicembre 2019 |
| Partito                    | Partito                                   | Candidato                  | Voti                       | %                          |
| -------------------------- | ----------------------------------------- | -------------------------- | -------------------------- | -------------------------- |
|                            | Conservatore                              | Richard Drax               | 30 024                     | 58,80                      |
|                            | Laburista                                 | Carralyn Parkes            | 12 871                     | 25,21                      |
|                            | Lib Dem                                   | Nick Ireland               | 5 432                      | 10,64                      |
|                            | Verdi                                     | Jon Orrell                 | 2 246                      | 4,40                       |
|                            | Indipendente                              | Joseph Green               | 485                        | 0,95                       |
|                            |                                           |                            |                            |                            |
| Iscritti                   | Iscritti                                  | Iscritti                   | 73 570                     | 100,00                     |
| ↳ Votanti (% su iscritti)  | ↳ Votanti (% su iscritti)                 | ↳ Votanti (% su iscritti)  | 51 058                     | 69,40                      |
| ↳ Astenuti (% su iscritti) | ↳ Astenuti (% su iscritti)                | ↳ Astenuti (% su iscritti) | 22 512                     | 30,60                      |
|                            |                                           |                            |                            |                            |
|                            | Esito: collegio confermato a Conservatore |                            |                            |                            |

| Partito                    | Partito                                   | Candidato                  | Risultati 8 giugno 2017 | Risultati 8 giugno 2017 |
| Partito                    | Partito                                   | Candidato                  | Voti                    | %                       |
| -------------------------- | ----------------------------------------- | -------------------------- | ----------------------- | ----------------------- |
|                            | Conservatore                              | Richard Drax               | 29 135                  | 56,13                   |
|                            | Laburista                                 | Tashi Warr                 | 17 440                  | 33,60                   |
|                            | Lib Dem                                   | Howard Legg                | 3 053                   | 5,88                    |
|                            | Verdi                                     | Jon Orrell                 | 2 278                   | 4,39                    |
|                            |                                           |                            |                         |                         |
| Iscritti                   | Iscritti                                  | Iscritti                   | 75 554                  | 100,00                  |
| ↳ Votanti (% su iscritti)  | ↳ Votanti (% su iscritti)                 | ↳ Votanti (% su iscritti)  | 51 906                  | 68,70                   |
| ↳ Astenuti (% su iscritti) | ↳ Astenuti (% su iscritti)                | ↳ Astenuti (% su iscritti) | 23 648                  | 31,30                   |
|                            |                                           |                            |                         |                         |
|                            | Esito: collegio confermato a Conservatore |                            |                         |                         |

| Partito                    | Partito                                   | Candidato                  | Risultati 7 maggio 2015 | Risultati 7 maggio 2015 |
| Partito                    | Partito                                   | Candidato                  | Voti                    | %                       |
| -------------------------- | ----------------------------------------- | -------------------------- | ----------------------- | ----------------------- |
|                            | Conservatore                              | Richard Drax               | 23 756                  | 48,88                   |
|                            | Laburista                                 | Simon Bowkett              | 11 762                  | 24,20                   |
|                            | UKIP                                      | Malcolm Shakesby           | 7 304                   | 15,03                   |
|                            | Lib Dem                                   | Howard Legg                | 2 901                   | 5,97                    |
|                            | Verdi                                     | Jane Burnet                | 2 275                   | 4,68                    |
|                            | Indipendente                              | Mervyn Stewkesbury         | 435                     | 0,90                    |
|                            | Movement for Active Democracy             | Andy Kirkwood              | 164                     | 0,34                    |
|                            |                                           |                            |                         |                         |
| Iscritti                   | Iscritti                                  | Iscritti                   | 71 566                  | 100,00                  |
| ↳ Votanti (% su iscritti)  | ↳ Votanti (% su iscritti)                 | ↳ Votanti (% su iscritti)  | 48 737                  | 68,10                   |
| ↳ Astenuti (% su iscritti) | ↳ Astenuti (% su iscritti)                | ↳ Astenuti (% su iscritti) | 22 829                  | 31,90                   |
|                            |                                           |                            |                         |                         |
|                            | Esito: collegio confermato a Conservatore |                            |                         |                         |

| Partito                    | Partito                                           | Candidato                  | Risultati 6 maggio 2010 | Risultati 6 maggio 2010 |
| Partito                    | Partito                                           | Candidato                  | Voti                    | %                       |
| -------------------------- | ------------------------------------------------- | -------------------------- | ----------------------- | ----------------------- |
|                            | Conservatore                                      | Richard Drax               | 22 667                  | 45,05                   |
|                            | Laburista                                         | Jim Knight                 | 15 224                  | 30,26                   |
|                            | Lib Dem                                           | Ros Kayes                  | 9 557                   | 19,00                   |
|                            | UKIP                                              | Mike Hobson                | 2 034                   | 4,04                    |
|                            | Verdi                                             | Brian Heatley              | 595                     | 1,18                    |
|                            | Movement for Active Democracy                     | Andy Kirkwood              | 233                     | 0,46                    |
|                            |                                                   |                            |                         |                         |
| Iscritti                   | Iscritti                                          | Iscritti                   | 73 876                  | 100,00                  |
| ↳ Votanti (% su iscritti)  | ↳ Votanti (% su iscritti)                         | ↳ Votanti (% su iscritti)  | 50 310                  | 68,10                   |
| ↳ Astenuti (% su iscritti) | ↳ Astenuti (% su iscritti)                        | ↳ Astenuti (% su iscritti) | 23 566                  | 31,90                   |
|                            |                                                   |                            |                         |                         |
|                            | Esito: collegio passa da Laburista a Conservatore |                            |                         |                         |

### Elezioni negli anni 2000
| Partito                    | Partito                                           | Candidato                  | Risultati 5 maggio 2005 | Risultati 5 maggio 2005 |
| Partito                    | Partito                                           | Candidato                  | Voti                    | %                       |
| -------------------------- | ------------------------------------------------- | -------------------------- | ----------------------- | ----------------------- |
|                            | Laburista                                         | Jim Knight                 | 20 231                  | 41,64                   |
|                            | Conservatore                                      | Ed Matts                   | 18 419                  | 37,91                   |
|                            | Lib Dem                                           | Graham Oakes               | 7 647                   | 15,74                   |
|                            | UKIP                                              | Hugh Chalker               | 1 571                   | 3,23                    |
|                            | Legalise Cannabis                                 | Vic Hamilton               | 282                     | 0,58                    |
|                            | Respect                                           | Berny Parkes               | 219                     | 0,45                    |
|                            | Personality and Rational Thinking? Yes! Party     | Andy Kirkwood              | 107                     | 0,22                    |
|                            | Wessex Regionalist                                | Colin Bex                  | 83                      | 0,17                    |
|                            | Laburista Socialista                              | David Marchesi             | 25                      | 0,05                    |
|                            |                                                   |                            |                         |                         |
| Iscritti                   | Iscritti                                          | Iscritti                   | 70 719                  | 100,00                  |
| ↳ Votanti (% su iscritti)  | ↳ Votanti (% su iscritti)                         | ↳ Votanti (% su iscritti)  | 48 584                  | 68,70                   |
| ↳ Astenuti (% su iscritti) | ↳ Astenuti (% su iscritti)                        | ↳ Astenuti (% su iscritti) | 22 135                  | 31,30                   |
|                            |                                                   |                            |                         |                         |
|                            | Esito: collegio passa da Conservatore a Laburista |                            |                         |                         |

| Partito                    | Partito                                           | Candidato                  | Risultati 7 giugno 2001 | Risultati 7 giugno 2001 |
| Partito                    | Partito                                           | Candidato                  | Voti                    | %                       |
| -------------------------- | ------------------------------------------------- | -------------------------- | ----------------------- | ----------------------- |
|                            | Laburista                                         | Jim Knight                 | 19 027                  | 41,96                   |
|                            | Conservatore                                      | Ian Bruce                  | 18 874                  | 41,62                   |
|                            | Lib Dem                                           | Andy Canning               | 6 531                   | 14,40                   |
|                            | UKIP                                              | Laurie Moss                | 913                     | 2,01                    |
|                            |                                                   |                            |                         |                         |
| Iscritti                   | Iscritti                                          | Iscritti                   | 69 229                  | 100,00                  |
| ↳ Votanti (% su iscritti)  | ↳ Votanti (% su iscritti)                         | ↳ Votanti (% su iscritti)  | 45 345                  | 65,50                   |
| ↳ Astenuti (% su iscritti) | ↳ Astenuti (% su iscritti)                        | ↳ Astenuti (% su iscritti) | 23 884                  | 34,50                   |
|                            |                                                   |                            |                         |                         |
|                            | Esito: collegio passa da Conservatore a Laburista |                            |                         |                         |

## Risultati dei referendum

### Referendum sulla permanenza del Regno Unito nell'Unione europea del 2016
|  | Collegio     | Lasciare UE % | Rimanere in UE % |
|  | ------------ | ------------- | ---------------- |
|  | South Dorset | 59,4%         | 49,6%            |
|  | Inghilterra  | 53,3%         | 46,7%            |
|  | Regno Unito  | 51,9%         | 48,1%            |